# 綠島澤蟹
綠島澤蟹（学名：Geothelphusa lutao）为溪蟹科泽蟹属的动物。僅分布于綠島，主要栖息于淡水环境。

## 辭源
該物種種小名「lutao」乃得名自其發現地點綠島。